# Destiny's Child (album)
Destiny's Child este albumul de debut, autointitulat al formației R&B americane Destiny's Child. A fost lansat de Columbia Records pe 17 februarie 1998.

## Lista pieselor
1. "Second Nature" (Kymberli Armstrong, Ronald Isley, Marvin Isley, Ernie Isley, O'Kelly Isley Jr., Chris Jasper, Terry T.) – 5:10
2. "No, No, No Part 2" (feat. Wyclef Jean) (Barry White, Calvin Gaines, Mary Brown, Rob Fusari, Vincent Herbert) – 3:25
3. "With Me Part I" (feat. Jermaine Dupri) (J. Dupri, Master P, Manuel Seal) – 3:26
4. "Tell Me" (Tim Kelley, Bob Robinson) – 4:47
5. "Bridges" (Mean Green, Michelle JoJo Hailey, D'Wayne Wiggins) – 4:05
6. "No, No, No Part 1" (C. Gaines, M. Brown, R. Fusari, V. Herbert) – 4:00
7. "With Me Part II" (feat. Master P) (J. Dupri, Beyoncé Knowles, LeToya Luckett, Master P, LaTavia Roberson, Kelly Rowland, M. Seal) – 4:16
8. "Show Me the Way" (Carl Breeding, Darcy Aldridge, Jeffrey Bowden) – 4:20
9. "Killing Time" (Taura Stinson, Dwayne Wiggins) – 5:09
10. "Illusion" (feat. Wyclef Jean & Pras) (Isaac Hayes, Tony Swan, Steve Jolley, Ashely Ingram, Leslie John) – 3:53
11. "Birthday" (B. Knowles, L. Roberson, K. Rowland, D. Wiggins) – 5:15
12. "Sail On" (Lionel Richie) – 4:06
13. "My Time Has Come" (Dedicated to Andretta Tillman) (Sylvia Bennett-young, R. Vertelney) – 4:25

| Original enhanced US edition |                                                   |          |         |  |
| Nr.                          | Titlu                                             | Autor(i) | Lungime |  |
| 15.                          | „Video interviews with the group and each member” |          |         |  |

| Australian and Standard European edition |             |                      |         |  |
| Nr.                                      | Titlu       | Autor(i)             | Lungime |  |
| 14.                                      | „Know That” | R. Oden, A. Robinson | 4:25    |  |

| 2001 European re-issue (COL 488535 9) |                                            |                                                                  |         |  |
| Nr.                                   | Titlu                                      | Autor(i)                                                         | Lungime |  |
| 14.                                   | „Know That”                                | R. Oden, A. Robinson                                             | 4:25    |  |
| 15.                                   | „You're the Only One”                      | Calvin Gaines, Mary Brown, Rob Fusari, Vincent Herbert           | 3:23    |  |
| 16.                                   | „No, No, No” (Camdino Soul Extended Remix) | Calvin Gaines, Mary Brown, Rob Fusari, Vincent Herbert           | 6:35    |  |
| 17.                                   | „DubiLLusions” (Dub Mix of "Illusions")    | Isaac Hayes, Tony Swan, Steve Jolley, Ashely Ingram, Leslie John | 7:33    |  |

| Japanese edition |                 |          |         |  |
| Nr.              | Titlu           | Autor(i) | Lungime |  |
| 14.              | „Amazing Grace” |          | 4:42    |  |

## Clasamente
| Clasament (1998)                      | Poziție |
| ------------------------------------- | ------- |
| Canada Top 50 Albums                  | 16      |
| Dutch Albums Chart                    | 19      |
| U.S. Billboard 200                    | 67      |
| U.S. Billboard Top R&B/Hip-Hop Albums | 14      |
| UK Albums Chart                       | 45      |